# José Ruiz-Castillo
José Ruiz-Castillo Franco (1875-1945) fue un editor español.

## Biografía
Nació en 1875. Tras colaborar con un joven Gregorio Martínez Sierra en La Crónica de los Carabancheles, periódico local de corta duración (1897-98), y en otras revistas como Helios (1903-1904) y Renacimiento (1907), montó en 1910 junto a Victoriano Suárez y Martínez Sierra, la empresa editorial Biblioteca Renacimiento. Posteriormente, sería fundador de Biblioteca Nueva. También participó en el semanario España, en el que ejerció de director administrativo. En esta última inició la publicación de las Obras completas de Sigmund Freud por petición expresa de José Ortega y Gasset, encomendando su traducción al germanista Luis López Ballesteros y de Torres.
Ruiz-Castillo, de ideología conservadora, tras el estallido de la guerra civil pasó a zona sublevada. Durante el conflicto puso en circulación el sello Editorial Reconquista, para, a su vuelta a la capital en 1939, intentar prosperar mediante la publicación en Biblioteca Nueva, entre otras, de obras exaltadoras de la dictadura, aunque varios de sus proyectos editoriales se verían afectados por la censura del régimen. Falleció en 1945.